# Hometown (Illinois)
Hometown város az USA Illinois államában, Cook megyében. Lakosainak száma 4343 fő (2020. április 1.).

## Népesség
A település népességének változása:

| 2010 | 4 349 |
| 2020 | 4 343 |